# Illa Herbert
L'illa Herbert (en anglès  Herbert island; en aleutià  Chiĝulax) és una illa petita, molt muntanyosa, que forma part de les illes Four Mountains, un subgrup de les illes Aleutianes, a l'estat d'Alaska, Estats Units, que es troben entre les illes Fox i les illes Andreanof. Es troba a tan sols 5 quilòmetres de l'illa Chuginadak, de la qual la separa l'estret de Chuginadak; i a 26 quilòmetres al sud-est de Yunaska.
L'illa Herbert té una forma circular, amb una amplada d'uns 10 quilòmetres i presidida al seu centre pel mont Herbert, un volcà que s'eleva fins als 1.288 msnm i que presenta una caldera de quasi dos quilòmetres d'ample, cosa que la situa com una de les més grans de les illes Aleutianes. No es té constància que hagi estat actiu en temps històric i es creu que les darreres erupcions foren durant l'Holocè.
Va rebre el nom en record del polític estatunidenc Hilary A. Herbert (1834-1919).